# یواس‌اس ادهارا (ای‌کی-۷۱)
یواس‌اس ادهارا (ای‌کی-۷۱) (به انگلیسی: USS Adhara (AK-71)) یک کشتی بود که طول آن ۴۴۱ فوت ۶ اینچ (۱۳۴٫۵۷ متر) بود. این کشتی در سال ۱۹۴۲ ساخته شد.